# Никола (Первомайский район)
Никола — деревня в Пречистенском сельском округе Пречистенского сельского поселения Первомайского района Ярославской области России. 

## География
Деревня расположена на берегу реки Уча в 7 км на юго-восток от райцентра посёлка Пречистое.

## История
Каменная Преображенская церковь построена в 1787 году на средства прихожанина Ивана Григорьевича Грязева. Престолов в ней было три: в настоящей холодной — Преображения Господня, в приделе теплом: на правой стороне — во имя св. и чуд. Николая, на левой стороне — во имя муч. Параскевы. 
В конце XIX — начале XX века село входило в состав Васильевской волости (позднее — в составе Пречистенской волости) Любимского уезда Ярославской губернии.
С 1929 года село входило в состав Шильпуховского сельсовета Любимского района, в 1935 — 1963 годах в составе Пречистенского района, с 1954 года — в составе Пречистенского сельсовета, с 1965 года — в составе Первомайского района, с 2005 года — в составе Пречистенского сельского поселения.

## Население
| 1859 | 1914 | 2002 | 2007 | 2010 |
| ---- | ---- | ---- | ---- | ---- |
| 24   | ↗28  | ↘1   | ↘0   | →0   |

## Достопримечательности
В деревне расположена недействующая Церковь Спаса Преображения (1787).